# 凶夢伝染
「凶夢伝染」（きょうむでんせん）は、ALI PROJECTの楽曲。宝野アリカが作詞し、片倉三起也が作曲を手掛けた。ALI PROJECTの29枚目のシングルとして2012年1月25日にLantisから発売された。

## 概要
前作「刀と鞘」から約1年5ヶ月ぶりのリリースであり、2012年1枚目のシングル。ランティスではメインレーベルでの初リリースとなる。
表題曲は、テレビアニメ『Another』のオープニングテーマに起用された。グループのシングル表題曲がテレビアニメの主題歌に起用されるのは前作「刀と鞘」から2作連続。キャッチコピーは「…もう、始まっている」
初回限定盤、通常盤の2種リリースであり、初回限定盤には表題曲「凶夢伝染」のストリングスバージョン、PVが収録されたDVDが同梱されている。PVは宝野がゾンビになっており、リビングデッドドール、トカゲや虫も出演している
。また、トッド・ブラウニング監督のアメリカ映画、『フリークス』の一場面が使用されている。
ディスクジャケットのジャケットデザインは、初回限定盤はPVと同様に宝野がゾンビ衣装を着たものになっており、当初はPVと同様に虫が登場する予定であったが、スタッフに「昆虫図鑑ではない」と言われたので代わりに薔薇を置いたと語っている。通常盤は表題曲が起用されたテレビアニメ『Another』に登場するキャラクターの見崎鳴が描かれている。イラストはアニメーション制作を手掛けたP.A.WORKSによる描き下ろし。なお、グループのシングル作品のジャケットデザインが起用されたアニメのイラストが使用されるのは11枚目のシングル「月蝕グランギニョル」から19作ぶり。
本作のリリースを記念した発売記念ライブ『凶夢伝染カルナバル』が2012年2月18日に中野サンプラザで開催された。タイトルの「カルナバル」には本作の発売を記念した祭りの意味と開催される時期がヴェネツィアの仮面カーニバルの時期である事から名付けられた。

## チャート成績
2012年2月6日付のオリコン週間シングルチャートで16位を獲得。初動売上は0.5万枚を記録し、前作「刀と鞘」と同水準を保った。デイリーチャートでは1月24日付で最高位の13位を獲得した。
2012年2月6日付のビルボードチャートでは、Billboard JAPAN Hot Singles Salesで15位、Billboard Hot Animationで8位を獲得した。グループの作品がHot Animationチャートにランクインを果たすのは初。また、2012年1月23日から1月29日調査分のサウンドスキャンの週間シングルCDソフトTOP20では19位、2012年2月4日放送分の『COUNT DOWN TV』内のThis Week's TOP 100では39位、2012年2月度のアニメロ着うたフル TOP100で15位を獲得した。

## 批評
CDジャーナルは、「表題曲が起用された『Another』の世界観に合わせ、収録曲は全体的にグロテスクサイドを全開にした作品になっている。」と評した。

## 収録曲
（全作詞：宝野アリカ、作曲・編曲：片倉三起也）

### 初回限定盤
1. 凶夢伝染 [4:25]
  - テレビアニメ『Another』オープニングテーマ
  - 『Another』監督である水島努より、「目が覚めるような快活な曲を」とのリクエストを受け作曲された[14][15]。宝野は「悪夢のような悪いことが伝染していき、たくさんの血と涙が流れる。だけど、最後に待っているのは絶望ではなくて。いろんな人が殺されても、僕たちは生きたい」という想いを込めた曲[15]であると語っている。また、起用された『Another』の原作者の綾辻行人は「詞、アニメーション映像を含めて良い曲である。」[16]「これは僕の小説の全ての要素が入ってる」[15]と語っている。
  - イントロと間奏でフェリックス・メンデルスゾーン作曲の『無言歌集 第5巻 作品62』より第2曲「出発」が引用されている。
2. 夜見のたそがれの、うつろなる蒼き瞳の。 [5:01]
  - 『Another』には同名の店が登場する。曲の終りに「月蝕グランギニョル」のサビのメロディが引用されている。当初カップリングは次の『胎内ヒトガタ遊戯』だけの予定であったが、もう1曲入れたいという片倉の強い希望により加えられた[9]。
3. 胎内ヒトガタ遊戯 [4:33]
  - ミステリーやサスペンスの殺人犯の動機が、幼少期に親（特に母親）が子供に与える影響こそ重要な因子になっている、というメッセージを込めて作詞された[9]。
  - 間奏にカロル・シマノフスキの『弦楽四重奏曲第2番 第2楽章』が引用されている。
  - イントロ、間奏にジョン・コリリアーノの『黒い11月の七面鳥』が引用されている。また、同作曲家よりアウトロに『弦楽四重奏 第1番』より第2楽章が引用されている。
4. 凶夢伝染（Strings Version） [4:35]
5. 凶夢伝染（inst）

DVD
1. 凶夢伝染（Music Clip）

### 通常盤
1. 凶夢伝染
2. 夜見のたそがれの、うつろなる蒼き瞳の。
3. 胎内ヒトガタ遊戯
4. 凶夢伝染（inst）
5. 夜見のたそがれの、うつろなる蒼き瞳の。（inst）
6. 胎内ヒトガタ遊戯（inst）